# Lidová strana jednoty
Lidová strana jednoty (francouzsky Parti de l'Unité du Peuple, PUP) je politická strana v Gabonu založená roku 1991.

## Historie
Tuto politickou stranu založil roku 1991 Louis-Gaston Mayila. Během prezidentských voleb v roce 1993 tato strana podporovala prezidenta Omara Bonga z Gabonské demokratické strany. Během parlamentních voleb v roce 2001 získala PUP jeden mandát, který však v následujících parlamentních volbách v roce 2006 neobhájila.